# Armée islamique du Caucase

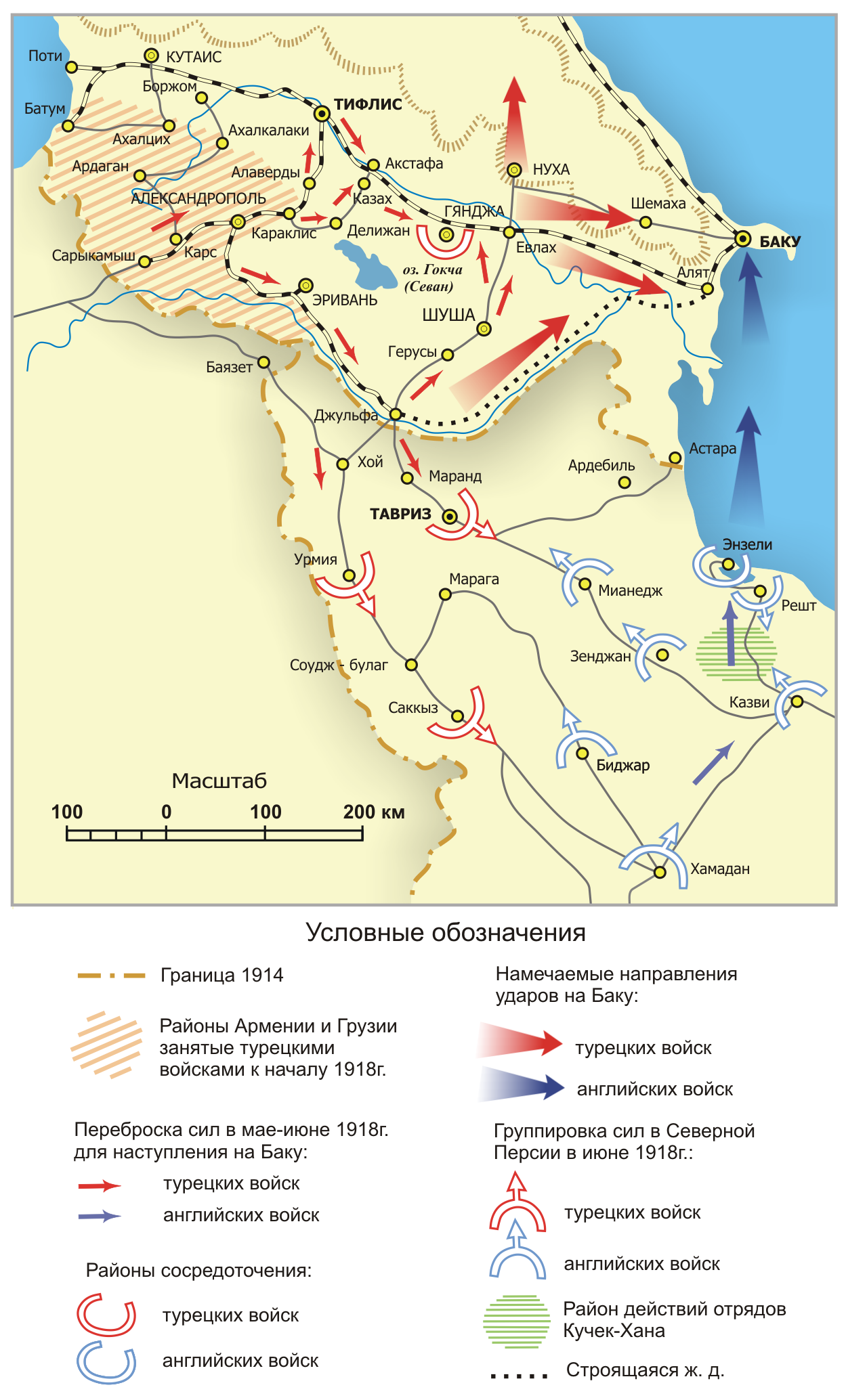
L'offensive ottomane du Caucase en 1918 : forces ottomanes (rouge) et britanniques (bleu).

Pour les articles homonymes, voir Armée de l'islam.
L'armée islamique du Caucase ou armée de l'islam au Caucase (en azéri : Qafqaz İslam Ordusu ; en turc : Kafkas İslâm Ordusu) est une unité militaire de l'Empire ottoman active à la fin de la Première Guerre mondiale en Azerbaïdjan et au Daghestan.

## Historique

### Contexte
Pendant la Première Guerre mondiale, la révolution russe d'octobre-novembre 1917 entraîne la dislocation de l'armée russe du Caucase et la dissolution de la vice-royauté du Caucase remplacée par une instable République démocratique fédérative de Transcaucasie. Les Ottomans en profitent pour reprendre les territoires perdus en Arménie ottomane qui avaient été conquis par l'armée russe depuis le début de la guerre. Cependant, le gouvernement militaire ottoman d'Enver Pacha sépare de plus en plus ses intérêts de ceux de son allié, l'Empire allemand : ce dernier encourage la création d'un État indépendant en Géorgie, tandis que l'Empire ottoman cherche le soutien des Azéris et des caucasiens musulmans. L'expédition allemande dans le Caucase vise à s'assurer le contrôle du chemin de fer transcaucasien et de l'oléoduc de Bakou à Batoumi. Le gouvernement bolchevik de Lénine, pour sa part, signe un traité d'amitié avec l'Empire ottoman (1er janvier 1918) et conclut avec les Allemands le traité de Brest-Litovsk (3 mars 1918) tout en soutenant le mouvement national arménien en Arménie russe. Des affrontements et massacres interethniques, les évènements de mars (30 mars-2 avril 1918), opposent les Azéris aux bolcheviks et aux nationalistes arméniens dans la région de Bakou. D'avril à juillet 1918, la ville est dominée par un comité communiste arménien présidé par Stepan Chahoumian, la Commune de Bakou, mais entourée par une population musulmane hostile. Le gouvernement d'Enver Pacha juge le moment favorable pour relancer le programme d'expansion du panturquisme en direction des populations musulmanes turciques du Caucase et d'Asie centrale. Les Ottomans rassemblent 9 divisions sur le front du Caucase, y compris le XVe corps d'armée ramené de Galicie. Ils se présentent comme les libérateurs potentiels des populations musulmanes d'Azerbaïdjan, d'Abkhazie et de Tchétchénie en révolte contre les Arméniens et les Géorgiens.

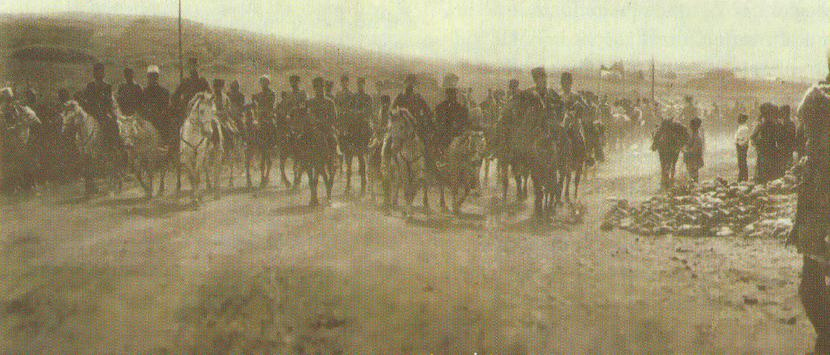
L'armée islamique du Caucase en marche vers Bakou.

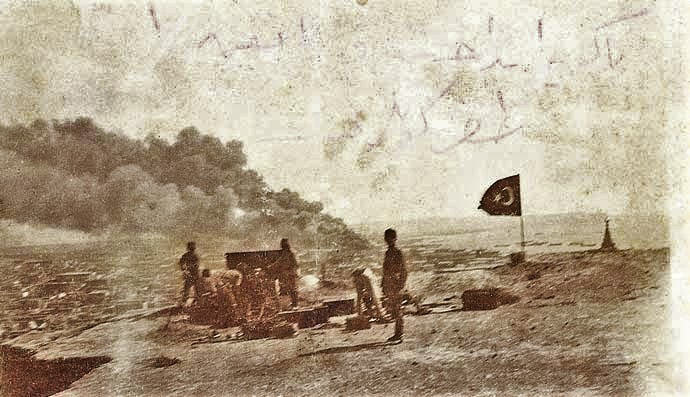
Bombardement de Bakou par l'artillerie ottomane.

Le 25 mai 1918, la Géorgie, inquiète de l'avance ottomane, se place par un accord secret sous protectorat allemand, avant de proclamer son indépendance le 26 mai. Le 28 mai, les musulmans d'Akhalkalaki et d'Akhaltsikhé se révoltent contre la Géorgie et font appel aux Ottomans. Le 1er juin, la Commune de Bakou fait appel à l'aide soviétique. L'expédition allemande dans le Caucase commence avec le débarquement de troupes allemandes à Batoumi le 3 juin. Pendant ce temps, les Ottomans se heurtent à une forte résistance de la république démocratique d'Arménie qui a accueilli une grande partie de la population de l'Arménie ottomane. La bataille de Sardarapat (21-29 mai 1918) est une victoire défensive des Arméniens. Mais, abandonnés par les Russes et par l'Entente, les Arméniens doivent accepter le traité de Batoum, signé le 4 juin 1918 qui leur laisse l'indépendance sur un territoire réduit. Par le même traité, les Ottomans obtiennent le libre usage des voies ferrées d'Arménie. Le même jour, le 4 juin, les Ottomans concluent des traités reconnaissant l'indépendance de la Géorgie et de l'Azerbaïdjan et promettant une assistance militaire à ce dernier . Le gouvernement d'Enver Pacha promet d'aider l'Azerbaïdjan à reprendre Bakou, toujours tenue par les communistes arméniens. Le 10 juin, les troupes ottomanes s'emparent du chemin de fer transcaucasien et désarment les troupes allemandes et géorgiennes.

### Création de l'armée
Le 10 juin 1918, Enver Pacha, ministre de la Guerre ottoman, crée une nouvelle force baptisée armée islamique du Caucase dont il confie le commandement à son demi-frère Nouri Pacha, lui aussi partisan du panturquisme. Cette armée comprend trois divisions (12 000  à   14 000 soldats), mais également des volontaires azerbaïdjanais (5e division) et daguestanais (4e division), (20 000 soldats au total). Elle a pour conseiller idéologique l'intellectuel azerbaïdjanais Ahmed Agayev, exilé à Constantinople depuis 1909. Selon une autre source, l'Armée islamique comprend la 5e division ottomane (6 000 hommes) et 10 000 à 12 000 volontaires musulmans du Caucase dont les anciens soldats de la Division sauvage, unité caucasienne de l'armée russe. Son encadrement se compose en grande partie d'officiers chrétiens venus de l'armée impériale russe et qui se sont enrôlés pour combattre les bolcheviks.
En même temps, l'armée a pour but de défendre les valeurs de l'islam dans le Caucase, en y appliquant les lois islamiques par le biais du Califat ottoman. L'armée est perçue comme un espoir dans tout le monde turc, en particulier dans l'Asie centrale.

### Batailles de Bakou et du Daghestan
Le 12 juin 1918, l'armée islamique livre pour la première fois bataille aux bolcheviks à Göyçay le long de la voie ferrée. Après une série de combats, elle se rapproche de Bakou où le conseil des commissaires démissionne le 25 juillet, laissant la place à un nouveau gouvernement de partis arméniens et russes non communistes (Dachnaks, mencheviks, etc.).
Du 31 juillet au 5 août, l'armée islamique mène plusieurs attaques infructueuses vers la côte 905, au nord-ouest de Bakou, défendue par les cosaques du colonel Lazar Bitcherakhov auxquels se joignent ensuite 300 Britanniques. Le 1er août, l'avant-garde de l'armée islamique (1 800 hommes) arrive devant Bakou sans pouvoir y entrer. Le 4 août, une force expéditionnaire britannique venue de Perse et commandée par Lionel Dunsterville arrive à son tour devant Bakou. Une série de combats opposent l'armée islamique et les nationalistes azerbaïdjanais d'une part, les Arméniens, Russes et Britanniques de l'autre.
Le 14 septembre vers une heure du matin, l'armée islamique lance une nouvelle offensive contre la ville : la 15e division ottomane (lieutenant-colonel Süleyman Izzet Bey) attaque par le nord et la 5e division d'infanterie caucasienne (colonel Mürsel Pacha) par l'ouest. Le général Dunsterville, à court de ressources, décide alors l'évacuation. Les Britanniques quittent Bakou le 15 septembre 1918 et le gouvernement azerbaïdjanais, qui s'était retiré à Gandja, peut se réinstaller dans la capitale. L'armée islamique se livre alors à des représailles contre la population arménienne.
Après la prise de Bakou, la 15e division prend le temps de se réorganiser et reprend sa marche le long de la mer Caspienne. Elle rencontre une résistance locale devant Derbent du 7 au 20 octobre mais la ville finit par se rendre le 26 octobre. La division continue son avance vers le nord et entre à Petrovsk (actuelle Makhatchkala) le 7 novembre.
Ces succès arrivent trop tard : avec la capitulation ottomane de l'armistice de Moudros, signé le 30 octobre 1918, la république démocratique d'Azerbaïdjan échappe à la tutelle ottomane, ce qui entraîne la dissolution de l'armée islamique du Caucase.

## Œuvres musicales en hommage à l'Armée
Le poète azéri Ahmet Cevat Hacıbeyli écrit le poème "Çırpınırdı Karadeniz" en hommage aux soldats venus sauver les Azéris à la suite de la pression et de l'avancée bolchevique.

## Autre usage du nom
En avril 1999, le chef djihadiste tchétchène Bagauddin Kebedov donne le nom d'« armée islamique du Caucase » au groupe de combattants avec lequel il fait irruption au Daghestan en espérant le soulever contre la Russie .

### Sources
- (en) Cet article est partiellement ou en totalité issu de l’article de Wikipédia en anglais intitulé « Islamic Army of the Caucasus » (voir la liste des auteurs) dans sa version du 10 mai 2017.